# Ti-Jean
Ti-Jean est le principal héros des contes de l'île de La Réunion. Petit garçon, il affronte Grand Diable et Grand-mère Kalle dans les contes réunionnais. Son nom est une abréviation de Petit Jean en créole réunionnais.
Le personnage de Ti-Jean est aussi une figure emblématique du folklore canadien-français. On le trouve donc aussi bien dans des contes québécois qu'acadiens, franco-ontariens et terre-neuviens. Il est mis en vedette dans de nombreuses œuvres et par de nombreux auteurs. Notons à titre d'exemples les films Ti-Jean s'en va-t-aux chantiers (Jean Palardy, 1953), Ti-Jean s'en va dans l'Ouest (Raymond Garceau, 1957) et Ti-Jean au pays du fer (Raymond Garceau, 1958),  la série télévisée Ti-Jean Caribou (1963-1966) ou encore les contes de l'auteur acadien Melvin Gallant.
Certains contes innus mettent aussi en scène le personnage de Tshi-Shan, qui correspond à Ti-Jean.
Il existe aussi une variante féminine du personnage, nommée Tite-Jeanne.